# Jules Brocherel
Jules Brocherel (pron. fr. AFI: [ʒyl bʁɔʃʁɛl]) o Giulio Brocherel (Courmayeur, 24 novembre 1871 – Aosta, 1º gennaio 1954) è stato un etnologo italiano, tra i principali studiosi della storia valdostana e della cultura alpina.

## Biografia
Nato in una famiglia di alpinisti, studiò ad Aosta, conseguendo il titolo di maestro elementare.
La sua prima opera fu una Guida illustrata di Courmayeur e dintorni, a cui presto seguì un volume di tecnica alpinistica.
I suoi interessi scientifici svariavano peraltro dalla climatologia alla glaciologia, alla botanica, all'idrografia.
Acquisì una notevole competenza in tali settori, tanto che quando nel 1900 il principe Scipione Borghese organizzò una spedizione nel Tien Shan per tracciare la cartografia della zona e scalarne le vette più alte, Brocherel venne ingaggiato per il rilevamento dei dati scientifici.
Le sue corrispondenze e le sue fotografie, apparse sulle più importanti riviste dell'epoca, gli diedero una notevole popolarità.
Rientrato ad Aosta, rilevò una piccola impresa di produzione di cartoline che incrementò con le proprie immagini, fotografando i paesaggi e le montagne della Valle d'Aosta.
Nel 1919 diede vita alla più importante rivista di cultura valdostana, "Augusta Prætoria", per la tutela delle tradizioni e della cultura locale, e per l'autonomia linguistica, avversata dal fascismo.
Nel trentennio successivo furono moltissimi i libri ad essere illustrati con le foto dell'etnografo valdostano, ad iniziare dall'Enciclopedia Italiana Treccani, specie per la splendida voce "Alpi".
Nel 1946 appoggiò la proposta del canonico e storico Félix Orsières, il quale, all'inaugurazione del nuovo Municipio di Aosta, auspicò l'apertura di una biblioteca all'interno del medesimo edificio. Nel 1950 venne fondata la Biblioteca regionale di Aosta, di cui Brocherel divenne il primo direttore.

### Morte
Morì il 1º gennaio 1954, appena tornato da un bar dove aveva scambiato gli auguri con gli amici.

## Opere
- (IT)  Guida illustrata di Courmayeur e dintorni, Torino, G. Candeletti, 1895.
- (IT)  Alpinismo, Milano, Hoepli, 1898.
- (IT)  Guida illustrata del bacino di Courmayeur : preceduta da un cenno sulle valli di Cogne – Savaranche – Rhêmes – Grisanche, Aosta, G. Brivio, 1900.
- (FR)  La Vallée d'Aoste en images, Aosta, Augusta Praetoria, 1925.
- (IT)  Castelli valdostani, Aosta, Augusta Praetoria, 1930.
- (IT)  La Valle d'Aosta, Novara, De Agostini, 2 voll., 1932-33.
- (IT)  Arte popolare valdostana. Catalogo generale della Mostra di arte popolare, Roma, Ed. dell'O.N.D., 1937.
- (FR)  La Vallée d'Aoste aux pèlerins de l'Année Sainte, Torino, Tip. C. Fanton, 1951.
- (FR)  Le patois et la langue française en Vallée d'Aoste, Neuchâtel, V. Attinger, 1952.